# Nhà Ispahbudhan

Nhà Ispahbudhan hay Nhà Aspahbadh là một trong bảy thị tộc Parthia của Đế quốc Sassanid. Giống như gia tộc Sasan, họ cũng tự nhận mình là dõng dõi của nhà Achaemenes. Họ cũng tuyên bố mình là hậu duệ của nhân vật Kayani huyền thoại Isfandiyar, con trai của Vishtaspa, người mà theo các tài liệu Bái hỏa giáo là một trong những môn đệ ban đầu của Zoroaster.